# Sindora glabra
Sindora glabra är en ärtväxtart som beskrevs av De Wit. Sindora glabra ingår i släktet Sindora och familjen ärtväxter. Inga underarter finns listade i Catalogue of Life.